# Сапронозы
Сапронозы (сапронозные инфекции) (др.-греч. σαπρός — гнилой, νόσος — болезнь) — группа инфекционных заболеваний, для возбудителей которых главным естественным местом обитания являются абиотические (неживые) объекты окружающей среды. Этим данная группа отличается от прочих заразных болезней, для возбудителей которых главным естественным местом обитания служит заражённый организм человека (антропонозы) или животного .
Хотя среди сапронозов известны инфекции, при которых возможно выделение возбудителя из заражённого организма (например, при болезни легионеров), однако, как правило, такое выделение не имеет значения для сохранения возбудителя в природе и не играет существенной эпидемиологической роли. Обитающие в окружающей среде возбудители сапронозов только тогда обретают эпидемиологическое значение, когда появляется возможность передачи их из естественных мест обитания человеку и становится возможным переход от сапрофитического к паразитическому способу их существования.
К сапронозам относится легионеллез, мелиоидоз, НАГ-инфекция, клостридиозы и др. Учение о сапронозах — сапронозология.